# 鄒雲亭
鄒雲亭（？—1802年），名天翔，字羽修，號徵祖。
鄒聖脈之子，幼讀經史，“通《春秋》，尤精書法”，“臂力過人”。乾隆三十年（1765年）第十七名舉人，授廈門長泰千總。後致仕歸里，在雾阁鳌峰山麓长坝里建书屋，專心教育事業，门生“获售而中者，以百计；其显达寄干城者，不下数十人。”其中黄殿邦、邹振官、邹传任、扎尔杭阿、邹景扬、刘国琳、邵武协、吴凤仪等皆出自門下。嘉庆七年（1802年）卒于家。